# Reem Frainah
Reem Frainah é um ativista para mulheres e crianças. Ele atua como diretor executivo da Associação AISHA. A Associação AISHA concentra seu trabalho na proteção de mulheres e crianças, fundada em 2009. Esta é uma organização independente de mulheres palestinas (palestinas) que trabalha para alcançar a integração de gênero por meio de empoderamento econômico e apoio psicossocial a grupos marginalizados na Faixa de Gaza, com foco na cidade de Gaza e o norte.
Reem começou sua carreira se tornando professor. Ele se formou com foco no aprendizado no campo da matemática. Em 2011, ele completou seu mestrado em psicologia e, em 2013, tornou-se diretor executivo da AISHA.

## Referensias
1. ↑  «Aisha Association for Woman and Child Protection». aisha.ps. Consultado em 12 de março de 2020
2. ↑  Rothchild, Alice. «Women's talk – January 9, 2017 | Alice Rothchild» (em inglês). Consultado em 17 de março de 2020
3. ↑  «PNGO women sector organized sit-in in Gaza within 16 Days of Activism Against Gender Violence Campaign». PNGO Portal (em inglês). Consultado em 17 de março de 2020
4. ↑  «Lives in ruins: the human tragedy unfolding in Gaza». The National (em inglês). Consultado em 17 de março de 2020
5. ↑  «Palestinian woman: defenseless before the law and the occupation -». pikara magazine (em espanhol). 4 de agosto de 2016. Consultado em 12 de março de 2020
6. ↑  «Palestinian Women Facing Odds». occupied Palestinian territory. Consultado em 12 de março de 2020